# دييغو أليخاندرو رويز
دييغو أليخاندرو رويز (بالألمانية: Diego Ruiz)‏ (بالإسبانية: Diego Alejandro Ruiz)‏ هو لاعب كرة قدم ألماني وتشيلي في مركز الهجوم، ولد في 19 ديسمبر 1980 في سان ميغيل دي توكومان في الأرجنتين. لعب مع أتليتيكو توكومان وإيفرتون دي فينا ديل مار وسي إف آر كلوج ونادي تارغو موريش ونادي جينك ونادي خزر لنكران ونادي غينت ونادي قاسم باشا ونادي كورتريك ونادي لانوس وهواتشيباتو.

## وصلات خارجية
- دييغو أليخاندرو رويز على موقع اتحاد تركيا (لاعب) (الإنجليزية)
- دييغو أليخاندرو رويز على موقع قاعدة بيانات كرة القدم.إي يو (الإنجليزية)
- دييغو أليخاندرو رويز على موقع Soccerway.com (الإنجليزية)
- دييغو أليخاندرو رويز على موقع عالم كرة القدم.نت (الإنجليزية)
- دييغو أليخاندرو رويز على موقع AS.com (الإسبانية)